# Илья-Премия
Илья-Премия — литературная премия памяти российского поэта, эссеиста Ильи Тюрина (1980—1999). Учреждена осенью 2000 года Фондом памяти Ильи Тюрина.
Цель: поддержка молодых талантливых литераторов на старте их творческой деятельности. Номинации: стихи, эссе, пьеса. Среди членов жюри Илья-Премии в разные годы были известные писатели, поэты и критики: Юрий Кублановский, Марина Кудимова, Юрий Беликов (Пермь), Валентин Курбатов (Псков) и другие. По итогам конкурса в одноименной книжной серии выходят книги победителей конкурса. С 2002 года издается ежегодный литературный альманах «Илья», составленный на основе работ финалистов Илья-Премии.
Первая торжественная церемония награждения состоялась 10 мая 2001 года в Центральном Доме журналиста (Москва). Гран-при Илья-Премии (издание двухтомника) завоевали Вячеслав Тюрин (Лесогорск, Иркутская область), Ярослав Еремеев (Москва), Илья Трубленко (Красноярск), Екатерина Цыпаева (Алатырь), Арсений Бессонов (Пермь), Иван Клиновой (Красноярск). Их книги «Всегда поблизости» и «Пробивается первая зелень» выпущены в 2001 году в серии Илья-Премия.
Итоги второго тура Илья-Премии были подведены весной 2002 года. Гран-при Илья-Премии был присуждён Анне Павловской (Минск, Белоруссия) и Павлу Чечёткину (Пермь). Сборник их произведений «Павел И Анна» вышел осенью 2002 года.
Гран-при Илья-Премии 2003 года был присуждён поэту Константину Белоусову (Бийск, Алтайский край) и трём молодым эссеистам: москвичам Евгению Пескову и Дмитрию Морозову, Григорию Тисецкому из Минска. Их произведения опубликованы в третьем выпуске альманаха «Илья». Специальный приз присуждён (посмертно) Дмитрию Банникову (Пермь), его книга стихов «Пора инспектировать бездну» осенью 2003 года также вышла в серии Илья-Премия.
Гран-при Илья-Премии 2004 года получил Андрей Нитченко, поэт из Сыктывкара (Республика Коми). Книга его стихов «Водомер» представлена общественности в мае 2005 года.
В 2005 году Илья-Премии исполнилось 5 лет. В октябре 2005 года она изменила свой формат: в номинациях — все литературные жанры; совместно с Государственным музеем-заповедником А. С. Пушкина «Михайловское» (Пушкинские Горы, Псковская область) создается ежегодный фестиваль памяти Ильи Тюрина «Август».
С 2006 года Илья-Премия начала работать в онлайн-режиме на новом, специально открытом для этой цели сайте. Постоянными номинациями стали «поэзия», «проза» и «эссе». Гран-при Илья-Премии 2007 года получил Сергей Смоляков, студент одного из московских вузов. Книга его стихов «38 оригами и одно попугайское крылышко» представлена общественности в 2008 году.
Гран-при Илья-Премии 2009 года выиграла студентка московского Литинститута им. М. Горького Дарья Верясова (Красноярск).